# Нежданка (река)
Нежданка — один из крупных притоков Рудной в среднем течении. Берёт начало на восточном склоне Сихотэ-Алиня. Исток Нежданки находится на южном склоне г. Якут-гора на высоте около 880 м над ур. моря. Течёт на восток и впадает в реку Рудную справа на 30-м км от её истока, в микрорайоне Горелое города Дальнегорска. Протяжённость реки — 15 км, площадь бассейна около 62 км².

### Геоморфология
В верхнем течении (условно от истока до моста на дороге на Перлитку) Нежданка имеет большую водосборную площадь. В неё впадают два крупных ручья, протяжённостью 3 и 2,8 км. В среднем течении (условно до брода напротив устья Больничного) в Нежданку впадает слева два крупных трёхкилометровых ручья и несколько коротких правых притоков. В нижнем течении впадают два крупных правых притока (Больничный и Кабаний) и самый крупный (левый) приток — Скипидарный. В целом, долина Нежданки равномерно расширяется от истока к устью, достигая в нижнем течении ширины 1,2 км. В среднем и нижнем течении по левому борту долины широко развита надпойменная терраса, сложенная в среднем течении супесями, в нижнем — суглинками и глинами. В нижнем течении местами наблюдаются заболоченные участки с небольшими полузаросшими прудами.

### Природа
Бассейн Нежданки в большей степени покрыт широколиственным лесом, в меньшей — смешанным. Дубняки с примесями других пород деревьев встречаются по склонам южной экспозиции, смешанные (берёза, лиственница, осина) по северным склонам. Темнохвойная елово-пихтовая тайга встречается на затенённых участках склонов в верхнем поясе (выше 600 м над ур. моря). В долине имеются заболоченные луга, на крутых северных склонах г. Сахарной скалистые участки, на южном склоне Якут-горы встречаются небольшие каменистые осыпи и берёзовое криволесье, на седловинах луга и гольцы.

### Хозяйственное использование

#### История освоения
В середине XX столетия (до постройки водохранилища) в бассейне Нежданки велись лесозаготовительные работы. В районе кл. Скипидарного вырубался кедр. Впоследствии, кедровые пни выкорчовывались и из них производился скипидар. На делянах в районе кл. Больничного заготавливались дрова для тетюхинской больницы.

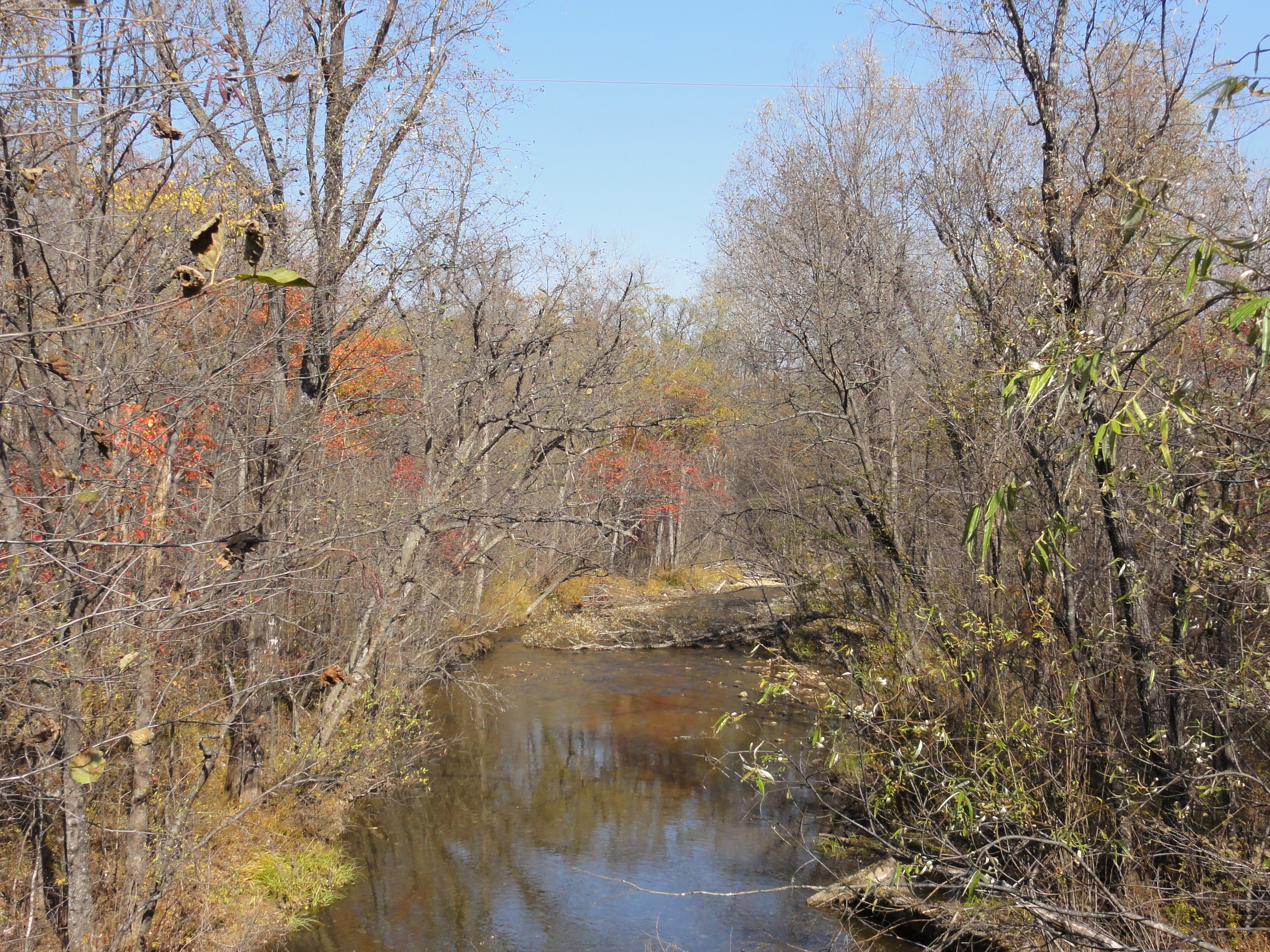
Октябрь в низовьях Нежданки. Вид с моста.

#### Промышленность
В настоящее время лесозаготовки в бассейне Нежданки запрещены, так как территория является водоохранной зоной Нежданкинского водохранилища. Тем не менее, рубки проводятся в верховьях кл. Скипидарный. Из других отраслей была представлена горнодобывающая (добыча стройматериалов (глина) и добыча декоративных горных пород на месторождении Перлитка), велись геологоразведочные работы на склонах Якут-горы. К настоящему времени в бассейне Нежданки построены и существуют автодорога с твёрдым покрытием краевого значения, сравнительно густая сеть грунтовых и лесных дорог, высоковольтная ЛЭП, склад взрывчатых веществ и насыпная плотина с водохранилищем.

Весна на Нежданкинском водохранилище, обеспечивающем питьевой водой г. Дальнегорск.

#### Сельское хозяйство
Данная отрасль представлена приусадебными хозяйствами, занимающими незначительную площадь в приустьевой части, ниже плотины водохранилища, а также небольшими покосами у подножья г. Сахарная.

### Отдых и туризм
Вследствие того, что бассейн Нежданки расположен вблизи городской черты Дальнегорска и в то же время является водоохранной зоной, проблемы экологии и рационального природопользования на этой территории являются одними из актуальных. Антропогенная нагрузка значительна в течение всего года. Вдоль дорог можно встретить несанкционированные свалки бытовых и строительных отходов.
В бассейне Нежданки населением заготавливается берёзовый сок, папоротник, грибы. Так как Нежданкинское водохранилище располагается в непосредственной близости от Дальнегорска, несмотря на водоохранный режим, в водохранилище купаются люди. Зимой по льду водохранилища и по второстепенным лесным дорогам прокладывается лыжня. Из достопримечательностей и туристических объектов можно отметить гору Сахарную с пещерой Холодильник, пруды в низовьях долины, гору Нежданка (Перлитка), Высокогорский перевал и г. Якут-гору.

## Притоки (км от устья)
Крупнейшие выделены жирным шрифтом. Расстояния подсчитаны по спутниковым снимкам Wikimapia с учётом изгибов русла реки.
- 2,3 км: кл. Скипидарный (лв)
- 2,8 км: кл. Кабаний (Киноварный)(пр)
- 4,0 км: кл. Больничный (пр)
- 15,4 км: исток